# Nati nel 1957/Aprile
| Questa pagina contiene informazioni ricavate automaticamente dalle voci biografiche con l'ausilio del template Bio e di un bot. L'aggiornamento è periodico e automatico e ricostruisce completamente la pagina. Se manca una persona in questa lista, sei pregato di non aggiungerla, ma accertati piuttosto che la sua voce biografica contenga il template Bio e che i dati anagrafici siano correttamente compilati. Se il template Bio manca, inseriscilo tu stesso o, in alternativa, metti l'avviso {{tmp\|Bio}} che ne segnala la mancanza. Se i dati riportati sono sbagliati, correggi direttamente la voce biografica; le modifiche saranno visibili in questa lista entro pochi giorni. Per chiarimenti vedi il progetto biografie. La lista contiene solo le 264 persone che sono citate nell'enciclopedia e per le quali è stato implementato correttamente il template Bio. Pagina aggiornata al 2 ago 2025. |

- 1º aprile - John Bailey, ex calciatore inglese
- 1º aprile - Branislav Blažić, medico e politico serbo († 2020)
- 1º aprile - Robert Curtis Brown, attore statunitense
- 1º aprile - Andreas Deja, animatore polacco
- 1º aprile - Peter Deutsch, politico e avvocato statunitense
- 1º aprile - Denise Nickerson, attrice statunitense († 2019)
- 1º aprile - Andreas Nischwitz, ex pattinatore artistico su ghiaccio tedesco
- 2 aprile - Paolo Carnera, direttore della fotografia italiano
- 2 aprile - Giuliana De Sio, attrice italiana
- 2 aprile - Pascal Delannoy, arcivescovo cattolico francese
- 2 aprile - Édouard François, architetto francese
- 2 aprile - Barbara Jordan, ex tennista statunitense
- 2 aprile - John Lafia, regista e produttore cinematografico statunitense († 2020)
- 2 aprile - Jacques Monclar, ex cestista, allenatore di pallacanestro e dirigente sportivo francese
- 2 aprile - Alberto Patrucco, comico, cabarettista e umorista italiano
- 2 aprile - Giampaolo Testoni, compositore italiano
- 3 aprile - Lama Bamba, allenatore di calcio ivoriano
- 3 aprile - Jean-Loup Eychenne, militare francese († 1992)
- 3 aprile - Riccardo Fortini, altista italiano († 2009)
- 3 aprile - Roberto Giovalli, dirigente d'azienda italiano
- 3 aprile - Julia Hills, attrice britannica
- 3 aprile - Charles Jones, ex cestista statunitense
- 3 aprile - Omar Labruna, allenatore di calcio e ex calciatore argentino
- 3 aprile - Patrizia Lanfredini, ex nuotatrice italiana
- 3 aprile - Unni Lindell, scrittrice norvegese
- 3 aprile - Michalīs Rakintzīs, cantante greco
- 3 aprile - Shpend Sollaku Noé, scrittore, poeta e giornalista albanese
- 4 aprile - Fabio Biliotti, pilota motociclistico italiano
- 4 aprile - Marco Buti, economista e funzionario italiano
- 4 aprile - Peter Englund, scrittore, storico e saggista svedese
- 4 aprile - Roger Gould, ex rugbista a 15, allenatore di rugby a 15 e imprenditore australiano
- 4 aprile - Annie Grégorio, attrice francese
- 4 aprile - El Chapo, criminale messicano
- 4 aprile - Keisuke Itagaki, fumettista giapponese
- 4 aprile - Aki Kaurismäki, regista, sceneggiatore e produttore cinematografico finlandese
- 4 aprile - Michiel van Kempen, scrittore, storico e critico letterario olandese
- 4 aprile - Peter Kurth, attore tedesco
- 4 aprile - Liu Jianli, cestista cinese († 2015)
- 4 aprile - Lars Lönnkvist, orientista svedese
- 4 aprile - Nilo Martins Guimarães, ex cestista brasiliano
- 5 aprile - Andreas Borcherding, attore e doppiatore tedesco
- 5 aprile - Katherine Harris, politica statunitense
- 5 aprile - Insooni, cantante sudcoreana
- 5 aprile - Jurij Maslakov, ex calciatore e ex giocatore di calcio a 5 russo
- 5 aprile - Reid Ribble, politico statunitense
- 5 aprile - Patrizia Siorpaes, ex sciatrice alpina italiana
- 6 aprile - Gail Amundrud, ex nuotatrice canadese
- 6 aprile - Pedro Ansa, ex cestista spagnolo
- 6 aprile - Jesper Bank, ex velista danese
- 6 aprile - Manuel Cervantes, ex calciatore spagnolo
- 6 aprile - Francesco Coniglio, editore e curatore editoriale italiano († 2023)
- 6 aprile - Giorgio Damilano, ex marciatore italiano
- 6 aprile - Maurizio Damilano, ex marciatore italiano
- 6 aprile - Giuseppe Grossi, pilota di rally italiano († 2016)
- 6 aprile - Leonardo La Torre, politico italiano
- 6 aprile - Paolo Nespoli, ex astronauta, ingegnere e militare italiano
- 6 aprile - Vittorio Parisi, direttore d'orchestra italiano
- 6 aprile - Frederico Rosa, calciatore portoghese († 2019)
- 6 aprile - Robert Sapolsky, biologo e neuroscienziato statunitense
- 7 aprile - Simon Climie, musicista e produttore discografico britannico
- 7 aprile - Kim Kap-soo, attore sudcoreano
- 7 aprile - Phoebe Nicholls, attrice britannica
- 7 aprile - Giancarlo Tacchi, ex calciatore italiano
- 8 aprile - Amal Rakiah Bolkiah, principessa bruneiana
- 8 aprile - Stefano Amato, attore italiano († 2005)
- 8 aprile - Ariel Fernandez, chimico e biofisico argentino
- 8 aprile - Antonio Francescatto, ex cestista italiano
- 8 aprile - Marjan Kovačević, compositore di scacchi serbo
- 8 aprile - Giulio Marini, politico italiano
- 8 aprile - Fred Smerlas, ex giocatore di football americano statunitense
- 8 aprile - Traudel Sperber, attrice e doppiatrice tedesca
- 8 aprile - Michael Spound, attore statunitense
- 8 aprile - Furio Stella, giornalista e scrittore italiano († 2014)
- 8 aprile - Akira Ōta, ex lottatore giapponese
- 9 aprile - Marino Amadori, ex ciclista su strada e dirigente sportivo italiano
- 9 aprile - Severiano Ballesteros, golfista spagnolo († 2011)
- 9 aprile - Paolo Barzman, regista e sceneggiatore canadese
- 9 aprile - Lars Demian, cantante svedese
- 9 aprile - Kathryn Hunter, attrice statunitense
- 9 aprile - Kyle Macy, ex cestista, allenatore di pallacanestro e dirigente sportivo statunitense
- 9 aprile - Martin Margiela, stilista belga
- 9 aprile - Donato Nardiello, ex calciatore gallese
- 9 aprile - Jacques Pellen, chitarrista francese († 2020)
- 9 aprile - Larisa Popova, ex canottiera sovietica
- 9 aprile - Philippe Riboud, ex schermidore francese
- 9 aprile - Carlo Sticotti, politico italiano
- 10 aprile - Michel Caillaud, compositore di scacchi francese
- 10 aprile - Aliko Dangote, imprenditore nigeriano
- 10 aprile - Luigi Di Barca, militare italiano († 1982)
- 10 aprile - Knut Nordnes, allenatore di calcio e ex calciatore norvegese
- 10 aprile - Matz Skoog, ex ballerino e direttore artistico svedese
- 11 aprile - Juan Carlos Arteche, calciatore spagnolo († 2010)
- 11 aprile - Jim Lauderdale, cantautore statunitense
- 11 aprile - Giorgio Magnocavallo, ex calciatore e allenatore di calcio italiano
- 11 aprile - Lucio Mazzi, giornalista, critico musicale e saggista italiano
- 11 aprile - Andrej Smirnov, nuotatore sovietico († 2019)
- 11 aprile - Bjørn Tronstad, ex calciatore norvegese
- 11 aprile - Norma Zambrana, ex cestista boliviana
- 12 aprile - Bruno Caneo, allenatore di calcio e ex calciatore italiano
- 12 aprile - Carlo Capone, ex pilota di rally italiano
- 12 aprile - Maurizio Fistarol, ex politico italiano
- 12 aprile - Vince Gill, cantautore e polistrumentista statunitense
- 12 aprile - Stojčo Mladenov, allenatore di calcio e ex calciatore bulgaro
- 12 aprile - Ronald Plasterk, politico olandese
- 12 aprile - Hallvar Thoresen, allenatore di calcio e ex calciatore norvegese
- 13 aprile - Galdina Baruzzo, ex cestista italiana
- 13 aprile - Walter Casaroli, ex calciatore italiano
- 13 aprile - Glenn Dubin, manager statunitense
- 13 aprile - Amy Goodman, giornalista, editorialista e attivista statunitense
- 13 aprile - Maurizio Mannoni, giornalista e conduttore televisivo italiano
- 13 aprile - Clark Middleton, attore statunitense († 2020)
- 13 aprile - Saundra Santiago, attrice statunitense
- 13 aprile - Joe Stanley, ex rugbista a 15, allenatore di rugby a 15 e imprenditore neozelandese
- 13 aprile - Mark Tonelli, ex nuotatore australiano
- 14 aprile - Rolf Åge Berg, ex saltatore con gli sci norvegese
- 14 aprile - Lothaire Bluteau, attore canadese
- 14 aprile - Bobbi Brown, truccatrice statunitense
- 14 aprile - Domingo Drummond, calciatore honduregno († 2002)
- 14 aprile - Haruhisa Hasegawa, ex calciatore giapponese
- 14 aprile - Kai Havaii, cantante, attore e scrittore tedesco
- 14 aprile - Richard Jeni, comico e attore statunitense († 2007)
- 14 aprile - Marc Platt, produttore cinematografico, produttore teatrale e produttore televisivo statunitense
- 14 aprile - Michail Pletnëv, pianista e direttore d'orchestra russo
- 14 aprile - Gary D. Schmidt, scrittore statunitense
- 14 aprile - Tricia Smith, ex canottiera canadese
- 14 aprile - Tigran Torosyan, politico armeno
- 14 aprile - Masaru Uchiyama, ex calciatore giapponese
- 14 aprile - Viktor Feliksovič Veksel'berg, imprenditore russo
- 15 aprile - Evelyn Ashford, ex velocista statunitense
- 15 aprile - Enza Bruno Bossio, politica italiana
- 15 aprile - Claudio Fava, ex politico, giornalista e sceneggiatore italiano
- 15 aprile - Nesby Glasgow, giocatore di football americano statunitense († 2020)
- 15 aprile - Mauro Gravina, doppiatore, direttore del doppiaggio e attore italiano
- 15 aprile - Hwang Kyo-ahn, avvocato e politico sudcoreano
- 15 aprile - Brigitte Latrille-Gaudin, ex schermitrice francese
- 15 aprile - René Lussier, chitarrista, polistrumentista e compositore canadese
- 15 aprile - Luisa Torchia, giurista italiana
- 16 aprile - Shamil Abbyasov, ex triplista e lunghista kirghiso
- 16 aprile - John Timothy Dunlap, religioso e avvocato canadese
- 16 aprile - Peter Frame, ballerino statunitense († 2018)
- 16 aprile - Radamel García, calciatore colombiano († 2019)
- 16 aprile - Francesco Giacomelli, ex saltatore con gli sci e combinatista nordico italiano
- 16 aprile - Cary Leeds, tennista statunitense († 2003)
- 16 aprile - Gianni Ocleppo, commentatore televisivo, allenatore di tennis e ex tennista italiano
- 16 aprile - Reinaldo Rueda, allenatore di calcio colombiano
- 16 aprile - Oleksandr Sorokalet, calciatore ucraino († 2009)
- 16 aprile - Roberto Veglia, ex lunghista italiano
- 17 aprile - Afrika Bambaataa, rapper e disc jockey statunitense
- 17 aprile - Dwane Casey, allenatore di pallacanestro e ex cestista statunitense
- 17 aprile - Hubert Gardas, ex schermidore francese
- 17 aprile - Nick Hornby, scrittore, sceneggiatore e paroliere britannico
- 17 aprile - Gloria Nuti, cantautrice italiana
- 17 aprile - Arvo Ojalehto, sollevatore finlandese
- 17 aprile - Venera Padua, politica e medico italiana
- 17 aprile - Susan Roman, doppiatrice e direttrice del doppiaggio canadese
- 17 aprile - Mauro Sabbione, compositore, pianista e tastierista italiano († 2022)
- 17 aprile - Zinedine Soualem, attore algerino
- 17 aprile - Giuseppe Zanotti, stilista italiano
- 18 aprile - Daniele Albertazzi, ex cestista italiano
- 18 aprile - Maurizio Battistini, diplomatico e ex sciatore alpino sammarinese
- 18 aprile - Roberto Capelli, politico italiano
- 18 aprile - Marc Duez, pilota di rally e pilota automobilistico belga
- 18 aprile - Ferida Duraković, poetessa e giornalista bosniaca
- 18 aprile - Genie, statunitense
- 18 aprile - Stefano Recine, dirigente sportivo e ex pallavolista italiano
- 18 aprile - Ángel Castillo, ex calciatore venezuelano
- 19 aprile - Mukesh Ambani, imprenditore indiano
- 19 aprile - Nico Baracchi, skeletonista e bobbista svizzero († 2015)
- 19 aprile - Cristina De Pietro, politica italiana
- 19 aprile - Scott Ellis, regista statunitense
- 19 aprile - Pietro Ghislandi, attore italiano († 2025)
- 19 aprile - Lilli Gruber, giornalista, autrice televisiva e conduttrice televisiva italiana
- 19 aprile - Midde Hamrin, ex maratoneta e ex cestista svedese
- 19 aprile - Tony Martin, cantante britannico
- 19 aprile - Bob Ostertag, musicista, performance artist e scrittore statunitense
- 19 aprile - Valentin Silaghi, ex pugile rumeno
- 19 aprile - Wayne Smith, rugbista a 15 e allenatore di rugby a 15 neozelandese
- 19 aprile - Ge You, attore cinese
- 19 aprile - Thomas Robert Zinkula, arcivescovo cattolico statunitense
- 20 aprile - Andrea Agostinelli, allenatore di calcio e ex calciatore italiano
- 20 aprile - Lluís Homar, attore e direttore teatrale spagnolo
- 20 aprile - Dag Vidar Kristoffersen, allenatore di calcio norvegese
- 20 aprile - Christian Rätsch, antropologo e scrittore tedesco († 2022)
- 20 aprile - Geraint Wyn Davies, attore, regista e produttore televisivo britannico
- 21 aprile - Jorge Luís Andrade da Silva, allenatore di calcio e ex calciatore brasiliano
- 21 aprile - Monika Auer, ex slittinista italiana
- 21 aprile - Brutus Beefcake, ex wrestler statunitense
- 21 aprile - Antonio Bonifacio, attore, sceneggiatore e regista italiano
- 21 aprile - Gianni De Conno, illustratore italiano († 2017)
- 21 aprile - Hervé Le Tellier, scrittore, poeta e linguista francese
- 21 aprile - Faustin-Archange Touadéra, politico centrafricano
- 21 aprile - Vítor Melo Pereira, ex arbitro di calcio portoghese
- 22 aprile - Alan Campbell, attore statunitense
- 22 aprile - Daniel Chatto, attore britannico
- 22 aprile - Lene Jenssen, ex nuotatrice norvegese
- 22 aprile - Donald Tusk, politico polacco
- 22 aprile - Ota Zaremba, ex sollevatore cecoslovacco
- 23 aprile - Pia Baldisserri, ex tiratrice a volo italiana
- 23 aprile - Bjørn Brandt, ex calciatore norvegese
- 23 aprile - Neville Brody, designer e direttore artistico britannico
- 23 aprile - Brigitte Ernst de la Graete, politica belga
- 23 aprile - Jan Hooks, attrice, comica e doppiatrice statunitense († 2014)
- 23 aprile - Dominique Horwitz, attore francese
- 23 aprile - Kenji Kawai, compositore giapponese
- 23 aprile - Pasquale Nicoscia, mafioso italiano
- 23 aprile - Patrik Ouředník, scrittore, poeta e saggista ceco
- 23 aprile - Giampiero Solari, drammaturgo, regista teatrale e autore televisivo italiano
- 23 aprile - Dieter Wiedenmann, canottiere tedesco († 1994)
- 23 aprile - Tonino Zangardi, regista, sceneggiatore e produttore cinematografico italiano († 2018)
- 24 aprile - Miroslav Beránek, allenatore di calcio e ex calciatore cecoslovacco
- 24 aprile - David J, bassista, cantante e cantautore britannico
- 24 aprile - Uri Malmilian, allenatore di calcio e ex calciatore israeliano
- 24 aprile - Fidel Miño, ex calciatore paraguaiano
- 24 aprile - Bamir Topi, politico e veterinario albanese
- 24 aprile - David Whittaker, compositore e autore di videogiochi britannico
- 24 aprile - Boris Williams, batterista inglese
- 25 aprile - Eric Bristow, giocatore di freccette inglese († 2018)
- 25 aprile - Johnny High, cestista statunitense († 1987)
- 25 aprile - Roch Marc Christian Kaboré, politico burkinabè
- 25 aprile - Kanellos Kanellopoulos, ex ciclista su strada, pistard e ex aviatore greco
- 25 aprile - Harry Melis, ex calciatore olandese
- 25 aprile - Theo de Rooij, ex ciclista su strada, pistard e dirigente sportivo olandese
- 25 aprile - Sugith Varughese, attore e sceneggiatore indiano
- 26 aprile - Gert Engels, allenatore di calcio e ex calciatore tedesco
- 26 aprile - Larry Hulcer, ex calciatore statunitense
- 26 aprile - Luigi Maruotti, magistrato italiano
- 26 aprile - Linus Neli, arcivescovo cattolico indiano
- 26 aprile - Michael Newman, attore statunitense († 2024)
- 26 aprile - Sergio Santimaria, ex ciclista su strada italiano
- 26 aprile - John Sloman, cantante britannico
- 26 aprile - Claudio Testoni, dirigente sportivo, allenatore di calcio e ex calciatore italiano
- 27 aprile - Riccardo Iacona, giornalista e autore televisivo italiano
- 27 aprile - Ricardo Larraín, regista, sceneggiatore e produttore cinematografico cileno († 2016)
- 27 aprile - Janne Haaland Matlary, politica e giurista norvegese
- 27 aprile - Antonella Spaggiari, politica italiana
- 28 aprile - Bob Bender, ex cestista e allenatore di pallacanestro statunitense
- 28 aprile - Andrea Berardicurti, attore e attivista italiano († 2018)
- 28 aprile - Jorge Dávalos, allenatore di calcio e ex calciatore messicano
- 28 aprile - Léopold Eyharts, astronauta francese
- 28 aprile - Roberta Faccin, ex cestista italiana
- 28 aprile - Hans-Christian Günther, filologo classico, grecista e musicologo tedesco († 2023)
- 28 aprile - Nick The Nightfly, disc jockey, cantante e musicista britannico
- 28 aprile - Hipólito Rincón, ex calciatore spagnolo
- 28 aprile - António Sousa, allenatore di calcio e ex calciatore portoghese
- 29 aprile - Alberto Alesina, economista italiano († 2020)
- 29 aprile - Vito Badalamenti, mafioso italiano
- 29 aprile - Roberto Bertoldo, scrittore italiano
- 29 aprile - Charles Burgi, compositore, arrangiatore e direttore d'orchestra italiano
- 29 aprile - Daniel Day-Lewis, attore britannico
- 29 aprile - Timothy Treadwell, ambientalista statunitense († 2003)
- 29 aprile - Mark Kendall, chitarrista statunitense
- 29 aprile - Noel Loban, ex lottatore britannico
- 29 aprile - Danilo Manera, ispanista e traduttore italiano
- 29 aprile - Naomi Mataʻafa, politica samoana
- 29 aprile - Joseph Morelle, politico statunitense
- 29 aprile - Shūhei Nakamoto, ingegnere giapponese
- 29 aprile - Lucio Quarantotto, cantautore e paroliere italiano († 2012)
- 29 aprile - Sofia Sakorafa, ex giavellottista e politica greca
- 30 aprile - Duane Carey, ex astronauta statunitense
- 30 aprile - Fabio Meroni, politico italiano
- 30 aprile - Giuseppe Sannino, allenatore di calcio e ex calciatore italiano
- 30 aprile - Claudio Visani, giornalista e scrittore italiano
- 30 aprile - Jan Wilton, ex tennista australiana
- 30 aprile - Héctor Zelada, ex calciatore argentino